# Boulet de forçat
Pour les articles homonymes, voir Boulet (homonymie).

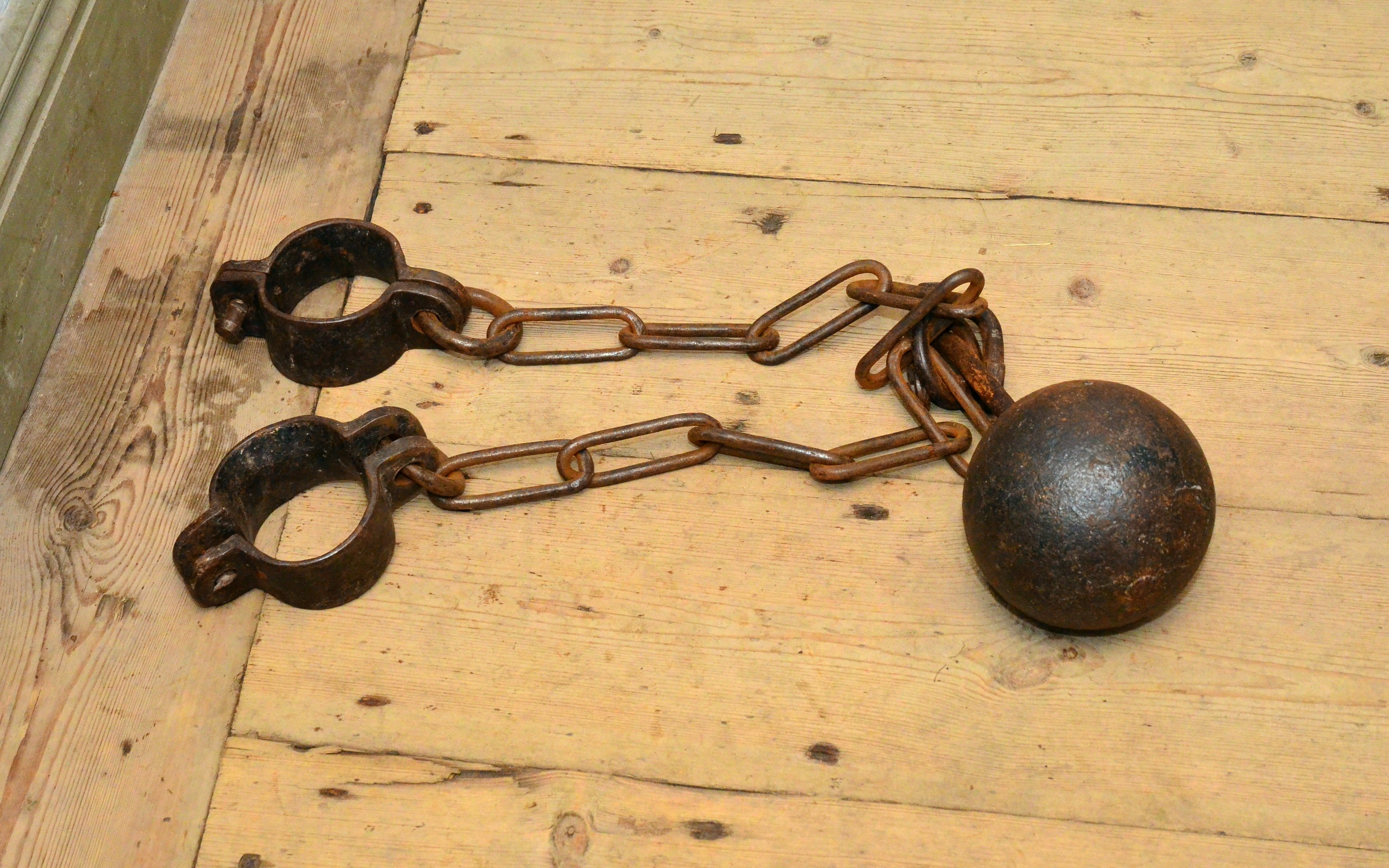
Un boulet de forçat relié a deux chaînes se terminant par des entraves (manilles), au Sagalunds museum, île de Kimito, Finlande.

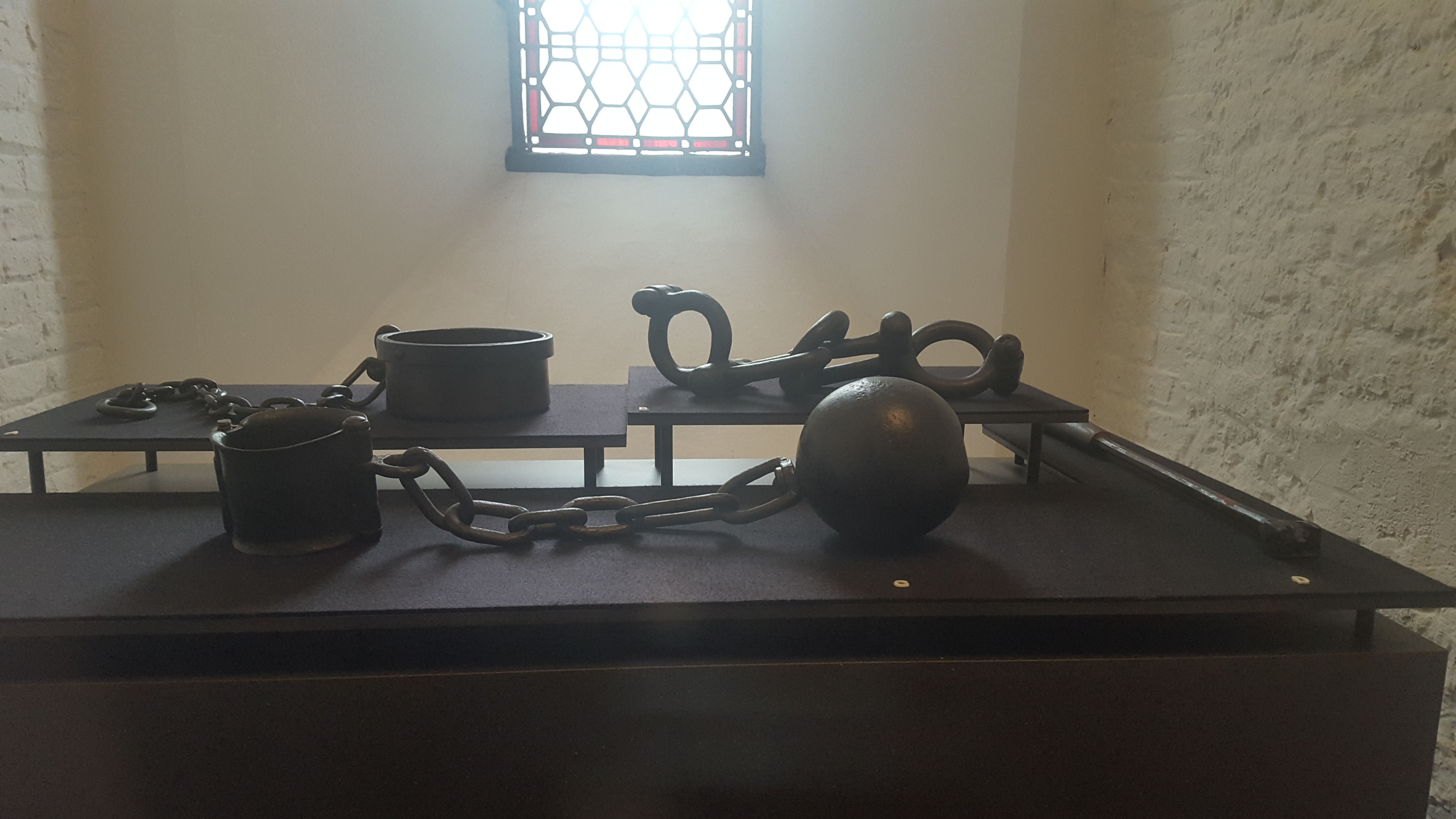
Un boulet de forçat relié à sa chaîne et à une manille, un fer à marquer, une entrave ainsi qu'une gamelle en métal, au musée Porte de Hal à Bruxelles, Belgique.

Un boulet de forçat est une entrave historiquement utilisée sur des prisonniers, en premier dans l'Empire britannique et ses colonies, du XVIIe siècle jusqu'au milieu du XXe siècle.
Le boulet de forçat était utilisé pour restreindre au maximum le mouvement du prisonnier, afin d'empêcher celui-ci de marcher aisément ou de courir en cas de tentative d'évasion. Le boulet pouvait être attaché à un pied, voire aux deux.
Les boulets étaient notamment utilisés par le roi de France Louis XI sur ses prisonniers, et bien plus tard pour les chaînes de forçat ou les condamnés aux travaux forcés.

## Caractéristiques
En 2009, un boulet de forçat datant probablement du XVIIe siècle parfaitement conservé a été découvert au Royaume-Uni dans la Tamise. Composé d'une sphère de fer de bonne qualité d'environ 15 cm de diamètre, pour un poids de 8 kg, la chaîne mesure 90 cm de long et se termine par une manille ou des menottes de pieds.